# Félix Valadez
Félix Valadez Gutiérrez (* 1918 in El Salto, Jalisco; † 2006), auch bekannt unter dem Spitznamen La Rata (spanisch für „Die Ratte“), war ein mexikanischer Fußballspieler auf der Position des Torwarts.

## Leben
Valadez begann seine fußballerische Laufbahn bei seinem Heimatverein Club Deportivo Río Grande, der von der gleichnamigen Textilfabrik Río Grande betrieben wurde, in der Valadez sein Auskommen verdiente.
Bei Einführung des Profifußballs in Mexiko 1943 wechselte er zum benachbarten Club Deportivo Guadalajara, in dessen Reihen er das am 6. Juni 1943 ausgetragene Pokalspiel gegen den Stadtrivalen CF Atlas bestritt, das 1:3 verloren wurde. Somit war Valadez, der später nie zu einem Einsatz in der Profiliga kommen sollte, der erste Spieler, der im Profifußball für den Club Deportivo Guadalajara das Tor hütete.
Nach seinem Intermezzo beim Club Deportivo Guadalajara kehrte Valadez in seinen Heimatort El Salto zurück, wo er erneut in der Textilfabrik Río Grande arbeitete und noch einige Jahre für die zweite Mannschaft des Club Deportivo Río Grande das Tor hütete.